# Drosophila dicropeza
Drosophila dicropeza är en tvåvingeart som beskrevs av Elmo Hardy och Kenneth Y. Kaneshiro 1979. Drosophila dicropeza ingår i släktet Drosophila och familjen daggflugor.
Artens utbredningsområde är Hawaii.